# Bibliothèque centrale et universitaire de Lucerne
La Bibliothèque centrale et universitaire de Lucerne (BCU), la plus grande bibliothèque de la Suisse centrale, est une bibliothèque cantonale, polytechnique et universitaire d’un intérêt suprarégional.
En tant que bibliothèque générale et scientifique, elle collectionne, met en valeur et diffuse des informations et médias pour le quotidien et le loisir, pour l’éducation et la formation continue ainsi que pour l’enseignement et la recherche. L’accent est mis sur les documents patrimoniaux du canton de Lucerne et les collections spéciales (les manuscrits et imprimés anciens, la collection graphique, l’archive visuel et la musique) ainsi que les publications de et concernant la ville et le canton de Lucerne, les Lucernensia. La BCU est partenaire du Réseau d’information de la Suisse alémanique IDS (Informationsverbund Deutschschweiz) auquel sont liées toutes les bibliothèques polytechniques et universitaire de la Suisse alémanique, et elle coordonne et organise le réseau régional, IDS Lucerne.

## Historique
La Bibliothèque centrale a été fondée en 1951 par le regroupement de la bibliothèque bourgeoise et de la bibliothèque cantonale. Le fonds de la bibliothèque bourgeoise, étant la première bibliothèque de la ville et ayant été ouverte en 1812, comptait des manuscrits précieux comme la Chronique de Diebold Schilling de 1513 ou encore la Collectaneen du savant Lucernois Renward Cysat. De 1894 à 1951, cette bibliothèque a été le centre de rassemblement nationale pour les Helvetica (publications écrites par des Suisses, éditées en Suisse ou bien traitant du pays ou ses habitants) paru avant 1848.

### Chronologie
- 1809 : Josef Anton Balthasar vend sa collection des Helvetica à la ville de Lucerne ; elle ferait la pluie et le beau temps de la future bibliothèque bourgeoise.
- 1832 : La bibliothèque cantonale est fondée ; ses fonds les plus anciens (fragmentes) proviennent du IXe siècle. Le premier codex complet date du milieu du XIIe siècle.
- 1951 : La bibliothèque bourgeoise et la cantonale sont mises ensemble ; c’est ainsi que la bibliothèque centrale est fondée.
- 1960 : Des tempêtes lourdes causent des dégâts des eaux. La reconstruction du bureau de prêt permette néanmoins une circulation vite des livres.
- 1970 : L’atelier de reliure propre à la bibliothèque est mis en service. Le microfilmage de sécurité des manuscrits précieux est poursuivi après une pause de 2 ans.
- 1979 : La médiathèque ouvre.
- 1982 : L’ouverture non-stop des salles de catalogue et de lecture entre en vigueur.
- 1983 : Lancement du système informatique de catalogage et de recherche Biblu.
- 1992 : La BC compte plus de 13 000 usagers inscrits.
- 1993 : Le prêt devient gratuit pour tout le monde.
- 1997 : Trois postes d’Internet sont installés en libre accès.
- 1998 : La bibliothèque centrale est fusionnée avec la Bibliothèque universitaire de la Haute école de Lucerne. Elle est désormais la Bibliothèque centrale et universitaire de Lucerne.
- 1999 : Installation du nouveau système bibliothéconomique Aleph. Début de la numérisation des catalogues sur fiches.
- 2000 : Le prêt automatisé est mis en service. L’IDS ainsi que le réseau locale IDS Lucerne auquel sont liées d’autres bibliothèques de la formation tertiaire, sont construits et développés.
- 2001 : La Bibliothèque centrale et universitaire de Lucerne fête son cinquantenaire.

## Fonds
La bibliothèque possède environ un million de médias différents : 850 000 volumes dont 2 300 périodiques de tous les domaines, divers journaux, des médias électroniques, des documents audio-visuels et sonores ainsi que des images. Les domaines principalement collectionnés sont ceux enseignés à l’université de Lucerne, soit la théologie, la philosophie, l’histoire, le droit et les sciences sociales. D’autres domaines couverts sont la psychologie, la pédagogie, l’art, la linguistique, les lettres ainsi que la littérature générale en différentes langues. Mais les autres secteurs comme les sciences exactes, la médecine, la technique, l’économie domestique et les voyages sont également particulièrement fréquentés. En outre, les Lucernensia sont entièrement collectionnés.
La majorité du fonds se trouve dans les magasins fermés : ils peuvent être recherchés et demandés à la bibliothèque elle-même ou via Internet. Les fonds spécialisés de la BCU conservent des nombreux manuscrits, incunables, legs et images.

## Utilisation et catalogues
Les fonds du magasin peuvent être empruntés, à l’exception des fonds spécialisés, des ouvrages de référence et des documents parus avant 1900.
La BCU offre dans deux salles de lecture 120 places de travail ainsi que des ouvrages de références, des dictionnaires linguistiques et techniques et des manuels. Dans le magasin en libre accès, la bibliothèque offre un grand répertoire de quotidiens et hebdomadaires et des journaux spécialisés concernant tous les domaines.